# Referendum sulla Repubblica in Grecia del 1924
Il 13 aprile 1924 si tenne in Grecia un referendum per l'istituzione della repubblica. Esso seguì l'esito catastrofico della campagna in Asia Minore. A seguito della sconfitta militare, il re Costantino I fu costretto ad abdicare (27 settembre 1922) in favore di suo figlio, re Giorgio II. Lo stesso re Giorgio in seguito andò in esilio nel Regno di Romania, la casa regnante della moglie Elisabetta di Romania, mentre il governo discuteva del destino della monarchia. Alla fine venne indetto un plebiscito. Questo referendum, in seguito alla restaurazione di Costantino I nel 1920, rifletteva la natura altalenante dell'elettorato greco e dell'allora dominio dei venizelisti liberali e repubblicani nella politica greca e nell'abolizione della corona. Il primo ministro Alexandros Papanastasiou fu a favore della Repubblica, mentre Venizelos mantenne una posizione neutrale.
Il 25 marzo 1924 fu proclamata la Seconda Repubblica Ellenica.

## Risultati
| Scelta                  | Voti      | %    |
| ----------------------- | --------- | ---- |
| A favore                | 758 472   | 70,0 |
| Contro                  | 325 322   | 30,0 |
| Voti non validi/bianchi | 291       | –    |
| Totale                  | 1 084 085 | 100  |
| Fonte: Nohlen & Stöver  |           |      |